# Dârvari (okręg Ilfov)
Dârvari – wieś w Rumunii, w okręgu Ilfov, w gminie Ciorogârla. W 2011 roku liczyła 2269 mieszkańców.